# MXI1
MXI1 (англ. MAX interactor 1, dimerization protein) – білок, який кодується однойменним геном, розташованим у людей на короткому плечі 10-ї хромосоми. Довжина поліпептидного ланцюга білка становить 228 амінокислот, а молекулярна маса — 26 062.
| 10         |  | 20         |  | 30         |  | 40         |  | 50         |
| ---------- |  | ---------- |  | ---------- |  | ---------- |  | ---------- |
| MERVKMINVQ |  | RLLEAAEFLE |  | RRERECEHGY |  | ASSFPSMPSP |  | RLQHSKPPRR |
| LSRAQKHSSG |  | SSNTSTANRS |  | THNELEKNRR |  | AHLRLCLERL |  | KVLIPLGPDC |
| TRHTTLGLLN |  | KAKAHIKKLE |  | EAERKSQHQL |  | ENLEREQRFL |  | KWRLEQLQGP |
| QEMERIRMDS |  | IGSTISSDRS |  | DSEREEIEVD |  | VESTEFSHGE |  | VDNISTTSIS |
| DIDDHSSLPS |  | IGSDEGYSSA |  | SVKLSFTS   |  |            |  |            |

A: Аланін

C: Цистеїн

D: Аспарагінова кислота

E: Глутамінова кислота

F: Фенілаланін

G: Гліцин

H: Гістидин

I: Ізолейцин

K: Лізин

L: Лейцин

M: Метіонін

N: Аспарагін

P: Пролін

Q: Глутамін

R: Аргінін

S: Серин

T: Треонін

V: Валін

W: Триптофан

Кодований геном білок за функцією належить до репресорів. 
Задіяний у таких біологічних процесах, як транскрипція, регуляція транскрипції, альтернативний сплайсинг. 
Білок має сайт для зв'язування з ДНК. 
Локалізований у ядрі.